# René Arnoux
René Alexandre Arnoux (Grenoble, 1948. július 4. –) francia autóversenyző, volt Formula–1-es pilóta.

## Pályafutása

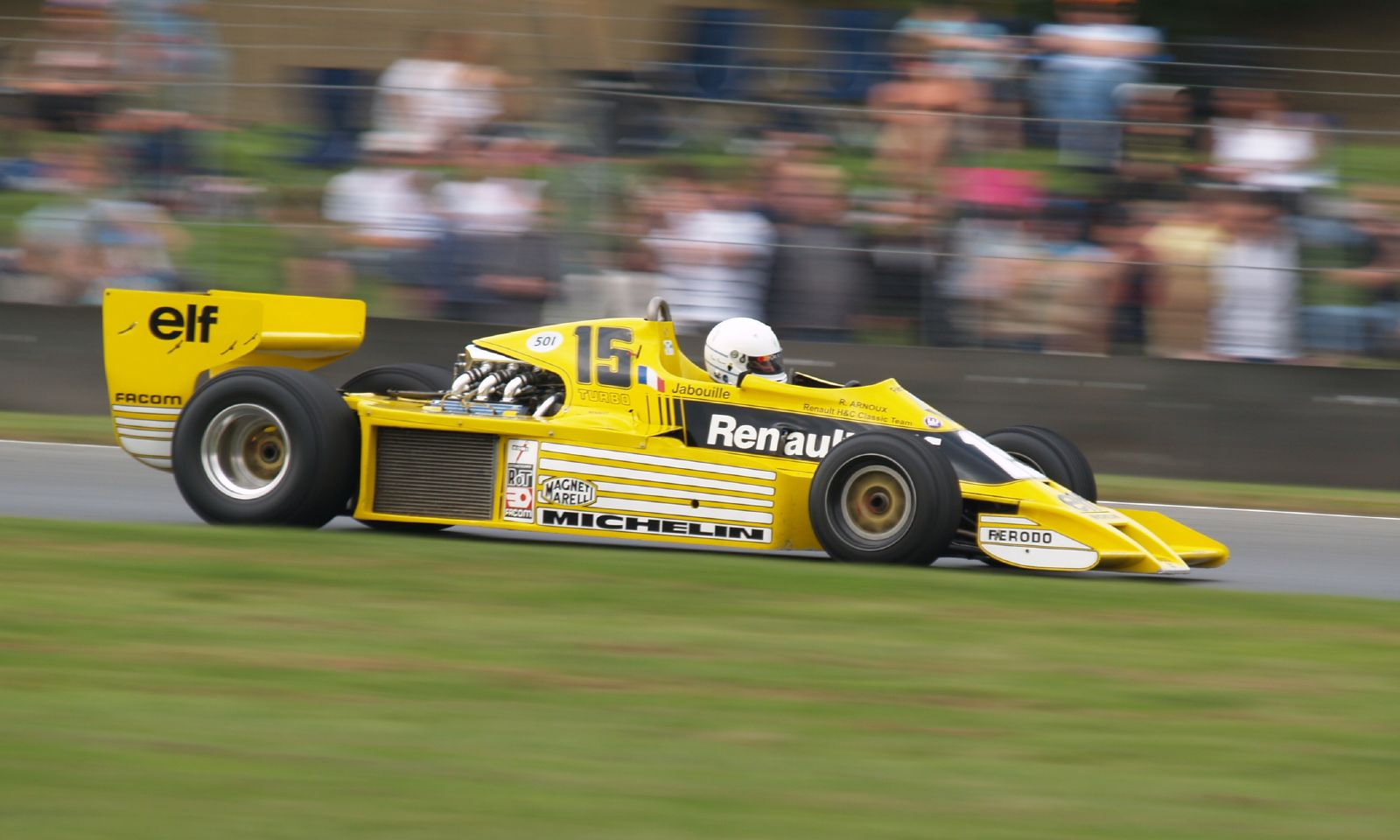
Arnoux 2007-ben a Renault RS01-gyel

A francia kormány tehetségkutató programjának eredményeként az 1970-es évek elején került az élvonalba. 1977-ben európai Formula–2-es bajnok lett.
Az 1977-es Formula–1-es rajtja a kezdő francia Martini-csapatban elég gyengén sikerült. Az idény közepén azután a Martini visszalépett pénzhiány miatt, így René néhány futamot a Surtees színeiben versenyzett végig, de ott sem tudott pontot szerezni.
1979-ben Jean-Pierre Jabouille oldalán a Renault csapatában versenyzett. Győzelmet csak Jabouille aratott ez évben a francia nagydíjon, Dijonban. Arnoux hatalmas csatát vívott Gilles Villeneuve-vel a 2. helyért, többször előzték meg egymást, végül Arnoux harmadik lett.
Az 1980-as szezon elején két futamgyőzelemmel (Brazília, majd közvetlenül után Dél-afrika) került reflektorfénybe, de 1981 nem alakult jól számára, 11 ponttal  9. lett. 1982-ben francia nagydíjon megelőzte a vb címre nála esélyesebb Alain Prostot, aki emiatt dühös volt rá. Később az olasz nagydíjon ismét győzött Arnoux.

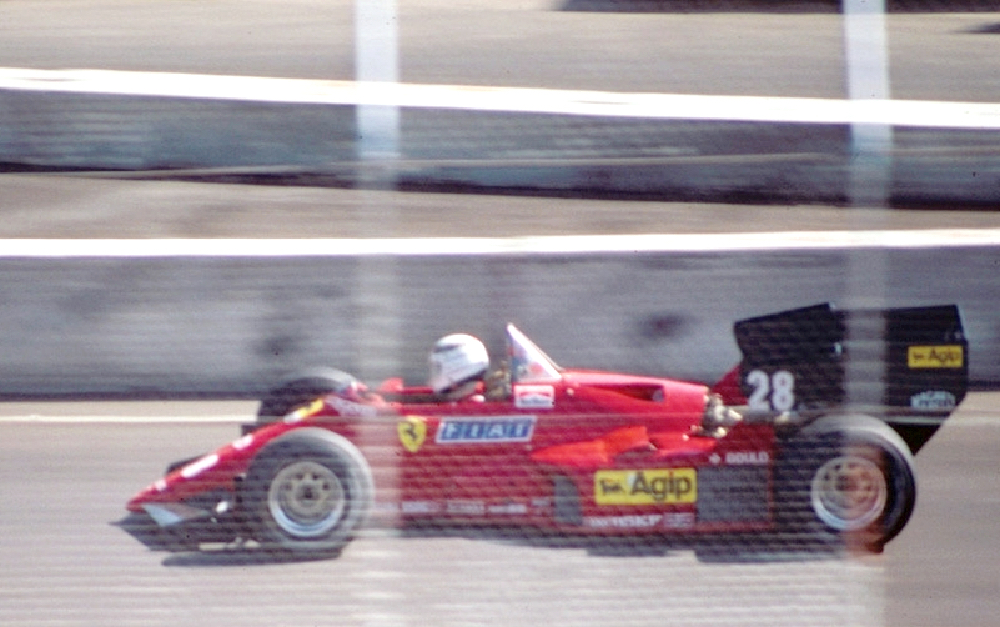
Arnoux 1984-ben, Dallasban

Csapattársával való megromlott kapcsolata miatt 1983-ban átigazolt a Ferrarihoz, és három futamgyőzelmet szerezve, Nelson Piquet és Alain Prost mögött harmadik lett összetettben. Több futamot azonban nem nyert később. 1984-ben 27 ponttal 6. lett, csapattársa Michele Alboreto mögött végzett. Az első 1985-ös verseny után abbahagyta a versenyzést. 1986-ban a Ligier-vel tért vissza, s négy évet töltött új csapatában 1989-ig, kevés sikerrel. A legtöbb pontot, 14-et 1986-ban szerezte, később egyre sikertelenebb lett, 1988-ban egyszer sem tudott pontot szerezni.
Pályafutása során összesen 181 világbajnoki pontot szerzett. 18 alkalommal indult a pole-ból, de csak hétszer aratott győzelmet.
1977-ben, 1994-ben és 1995-ben indult a Le Mans-i 24 órás versenyen. Legjobb eredménye egy 12. hely egy Dodge Viperrel 1994-ben. 2005-ben és 2006-ban indult a Grand Prix Masters sorozatban, ahol visszavonult versenyzők mérhették össze tudásukat.
Végleges visszavonulása óta a DAMS (Driot Arnoux Motor Sport) Formula–3000-es csapatát erősíti.

## Teljes Formula–1-es eredménysorozata
(Táblázat értelmezése)

(Félkövér: pole-pozícióból indult; dőlt: leggyorsabb kört futott) 

| Év   | Csapat  | 1       | 2       | 3       | 4       | 5       | 6       | 7       | 8       | 9       | 10      | 11      | 12      | 13      | 14      | 15      | 16      | Helyezés | Pont |
| ---- | ------- | ------- | ------- | ------- | ------- | ------- | ------- | ------- | ------- | ------- | ------- | ------- | ------- | ------- | ------- | ------- | ------- | -------- | ---- |
| 1978 | Martini | ARG     | BRA     | RSA Nek | USW     | MON Nek | BEL 9   | ESP     | SWE     | FRA 14  | GBR DNP | GER Nek | AUT 9   | NED Ret | ITA     |         |         | HN       | 0    |
| 1978 | Surtees |         |         |         |         |         |         |         |         |         |         |         |         |         |         | USA 9   | CAN Ret | HN       | 0    |
| 1979 | Renault | ARG Ret | BRA Ret | RSA Ret | USW NI  | ESP 9   | BEL Ret | MON Ret | FRA 3   | GBR 2   | GER Ret | AUT 6   | NED Ret | ITA Ret | CAN Ret | USA 2   |         | 8.       | 17   |
| 1980 | Renault | ARG Ret | BRA 1   | RSA 1   | USW 9   | BEL 4   | MON Ret | FRA 5   | GBR NC  | GER Ret | AUT 9   | NED 2   | ITA 10  | CAN Ret | USA 7   |         |         | 6.       | 29   |
| 1981 | Renault | USW 8   | BRA Ret | ARG 5   | SMR 8   | BEL DNQ | MON Ret | ESP 9   | FRA 4   | GBR 9   | GER 13  | AUT 2   | NED Ret | ITA Ret | CAN Ret | LVS Ret |         | 9.       | 11   |
| 1982 | Renault | RSA 3   | BRA Ret | USW Ret | SMR Ret | BEL Ret | MON Ret | USE 10  | CAN Ret | NED Ret | GBR Ret | FRA 1   | GER 2   | AUT Ret | SUI Ret | ITA 1   | LVS Ret | 6.       | 28   |
| 1983 | Ferrari | BRA 10  | USW 3   | FRA 7   | SMR 3   | MON Ret | BEL Ret | USE Ret | CAN 1   | GBR 5   | GER 1   | AUT 2   | NED 1   | ITA 2   | EUR 9   | RSA Ret |         | 3.       | 49   |
| 1984 | Ferrari | BRA Ret | RSA Ret | BEL 3   | SMR 2   | FRA 4   | MON 3   | CAN 5   | USE Ret | USA 2   | GBR 6   | GER 6   | AUT 7   | NED 11  | ITA Ret | EUR 5   | POR 9   | 6.       | 27   |
| 1985 | Ferrari | BRA 4   | POR     | SMR     | MON     | CAN     | USE     | FRA     | GBR     | GER     | AUT     | NED     | ITA     | BEL     | EUR     | RSA     | AUS     | 17.      | 3    |
| 1986 | Ligier  | BRA 4   | ESP Ret | SMR Ret | MON 5   | BEL Ret | CAN 6   | USE Ret | FRA 5   | GBR 4   | GER 4   | HUN Ret | AUT 10  | ITA Ret | POR 7   | MEX 15  | AUS 7   | 10.      | 14   |
| 1987 | Ligier  | BRA     | SMR NI  | BEL 6   | MON 11  | USE 10  | FRA Ret | GBR Ret | GER Ret | HUN Ret | AUT 10  | ITA 10  | POR Ret | ESP Ret | MEX Ret | JPN Ret | AUS Ret | 19.      | 1    |
| 1988 | Ligier  | BRA Ret | SMR NK  | MON Ret | MEX Ret | CAN Ret | USE Ret | FRA NK  | GBR 18  | GER 17  | HUN Ret | BEL Ret | ITA 13  | POR 10  | ESP Ret | JPN 17  | AUS Ret | HN       | 0    |
| 1989 | Ligier  | BRA NK  | SMR NK  | MON 12  | MEX 14  | USA NK  | CAN 5   | FRA Ret | GBR NK  | GER 11  | HUN NK  | BEL Ret | ITA 9   | POR 13  | ESP NK  | JPN NK  | AUS Ret | 23.      | 2    |

## Fordítás
- Ez a szócikk részben vagy egészben  a   René Arnoux című angol Wikipédia-szócikk fordításán alapul.  Az eredeti cikk szerkesztőit annak laptörténete sorolja fel. Ez a jelzés csupán a megfogalmazás eredetét és a szerzői jogokat jelzi, nem szolgál a cikkben szereplő információk forrásmegjelöléseként.